# NGC 633
NGC 633 est une vaste galaxie spirale barrée située dans la constellation du Sculpteur. NGC 633 a été découverte par l'astronome britannique John Herschel en 1834.

## Caractéristiques
Sa vitesse par rapport au fond diffus cosmologique est de 4 979 ± 18 km/s, ce qui correspond à une distance de Hubble de 73,4 ± 5,2 Mpc (∼239 millions d'al).
La classe de luminosité de NGC 633 est II et elle présente une large raie HI. Elle renferme également des régions d'hydrogène ionisé.

## Paire de galaxies
La galaxie plus petite au sud de NGC 633 est PGC 5959 ou encore ESO 297-012. Ces deux galaxies forment une paire de galaxies. La distance de Hubble d'ESO 297-012 est de 73,51 ± 5,15 (∼), ce qui est presque indentique à celle de NGC 633 confirmant ainsi qu'il s'agit d'une paire réelle de galaxies. Une image aux contrastes rehaussés montre un pont de matière entre ces deux galaxies. Elles sont donc en interaction gravitationnelle.